# Kalpáki (ort)
Kalpáki (Kalpaki) är en ort i Grekland.   Den ligger i prefekturen Nomós Zakýnthou och regionen Joniska öarna, i den sydvästra delen av landet, 250 km väster om huvudstaden Aten. Kalpáki ligger 13 meter över havet och antalet invånare är 324. Den ligger på ön Zakynthos.
Terrängen runt Kalpáki är platt norrut, men söderut är den kuperad. Havet är nära Kalpáki österut. Runt Kalpáki är det tätbefolkat, med 331 invånare per kvadratkilometer. Närmaste större samhälle är Zákynthos, 3,2 km nordost om Kalpáki. 